# إتيان بلان
إتيان بلان (بالفرنسية: Étienne Blanc) هو سياسي فرنسي، ولد في 29 أغسطس 1954 في جيفور في فرنسا. حزبياً، نشط في الاتحاد من أجل حركة شعبية.

## مناصب
- انتخب نائب فرنسي عن دائرة Ain's 3rd constituency [الإنجليزية]‏ خلال فترته النيابية (20 يونيو 2012 – 10 مارس 2016).
- انتخب نائب فرنسي عن دائرة Ain's 3rd constituency [الإنجليزية]‏ خلال فترته النيابية [الإنجليزية]‏ (20 يونيو 2007 – 19 يونيو 2012).
- انتخب عضو مجلس جهوي.
- انتخب رئيس بلدية [الإنجليزية]‏ ديفون-ليه-بان (20 يناير 1991 – ).
- انتخب نائب فرنسي عن دائرة Ain's 3rd constituency [الإنجليزية]‏ خلال فترته النيابية  [لغات أخرى]‏ (19 يونيو 2002 – 19 يونيو 2007).

## وصلات خارجية
- الموقع الرسمي